# Harsona
A harsona, más néven pozan, pozaun vagy puzón (a latin buccina szóból) a tölcséres fúvókájú, más néven rézfúvós hangszerek közé tartozik. Hangfekvése a trombita és a tuba között van. Jellegzetes vonása az U alakú mozgatható csőszakasz, a tolócső (más néven cúg), amellyel a hangszer csőrezonátorának hosszát, tehát hangmagasságát lehet változtatni.

## Leírása
A harsona egy elnyújtott térbeli S alakban meghajlított csőből áll, melynek egyik végén helyezkedik el a fúvóka, a másik vége tölcsérszerűen kiszélesedik. A fúvóka a trombitáéhoz hasonlóan csészeformájú, de annál szélesebb. Az S alak fúvóka után következő kanyarulata egy teleszkopikusan mozgatható U alakú kettős tolócső, amellyel a hangszer csőhosszúságát folyamatosan lehet változtatni. A párhuzamosan futó csőszakaszokat hidak kötik össze, rögzítik egymáshoz. A cső hosszának legnagyobb részében cilindrikus, tehát azonos keresztmetszetű, menzúrája szűk, ennek köszönhetően fényes, érces a hangja. A tölcséres rész segít a hang sugárzásában, ugyanakkor a fafúvósoktól eltérően a hang képzésében is részt vesz. A hangszer sárgarézből vagy más rézötvözetből készül.

## Fajtái
Leggyakoribb típus a B-tenor harsona, a zenekarokban ezen kívül lehet még Esz- vagy F-alt és F-basszusharsona is. A tenor harsona gyakran toldalékcsővel vagy a hüvelykujjal működtethető kvartventillel hangolható át F-basszusra. A ritkán használt kontrabasszus harsona a tenorhoz képest egy oktávval mélyebb, elsősorban Wagner műveiben fordul elő.

## Megszólaltatása
A hangszert bal kézben tartják, a jobb kéz mozgatja a tolócsövet. A többi tölcséres fúvókájú hangszerhez hasonlóan a harsona elsődleges hangforrása a játékos fúvókához érintett ajkainak rezgése, amely a cső levegőoszlopának különböző rezonanciáit képes megszólaltatni. A harsonánál 5 – 6 gerjeszthető felhang áll rendelkezésre. A cső hosszúsága a tolócső segítségével hét fokozatban (fekvésben) módosítható, ezzel ki lehet tölteni akár kromatikus hangokkal is e rezonanciák közötti távolságot. Például a tenorharsona a tolócső csukott állapotában (1. fekvés) B-n szól, kihúzva E-ig lehet kromatikusan lemenni (7. fekvés), a teljes hangterjedelem így E – b'. A pedálhang csak nehezen szólaltatható meg, nagyon ritkán használják. A tolócső folyamatos mozgatásával glissando valósítható meg.
Magyarországon ritkán használt, de létezik a hangszer billentyűs változata is, ahol a zug (tolócső) mozdulatlan marad, és szelepekkel változtatják a hangmagasságot. Egyszerűbb rajta tanulni és játszani is, de elvész a harsona által adott lehetőség, a glissando.

## Története
A harsona a tolótrombitából alakulhatott ki a 15. század folyamán. Ez egy olyan trombita volt, amelynél a fúvóka meghosszabbított csövét játék közben teleszkópszerűen ki-be lehetett húzni, megváltoztatva ezzel az alaphangot 1 – 3 félhanggal. Ezt a kapcsolatot valószínűsíti, dokumentálja a harsona trombone, trompone (olasz, francia 'nagy trombita') elnevezése vagy régi francia szövegekben a trompette saique-boute ('húzó-toló trombita') kifejezés. A saqueboute (sacqueboute, sacabuche, sackbutt) a korai harsonák elnevezése maradt a jellegzetes U alakú tolócső elterjedése után, az 1530-as évektől. Ezt a megoldást a mélyebb hangtartományok elérése tette szükségessé, így lehetővé vált, hogy a kéz adott mértékű elmozdulása – amely az emberi test anatómiája miatt behatárolt – kétszeres mértékben hosszabbítsa meg a hangszer csőhosszúságát.
A 16. században már teljes hangszercsaláddá fejlődött, szoprán, alt, tenor, kvart- és kvintbasszus, kontrabasszus változatban épült. Mindenféle műfajban polgárjogot nyert, az egyházi és udvari zenében ugyanúgy, mint a városi toronyzenében. A kor harsonája, a saqueboute a mainál lágyabb, halkabb hangú volt, a vonósokhoz, a csendesebb fúvós hangszerekhez is alkalmazkodni tudott, így a kamarazenében is helyet kapott. Mai jellemző, harsány katonazenekari beosztását csak a francia forradalom során kapta meg.
A harsona önálló zenei feladatokat legelőször a 18. század operazenéjében kapott Gluck kezdeményezése nyomán, de a hangversenyzenébe ekkor még csak kivételes pillanatokra kapott bebocsátást. Kezdetben Beethoven is kihagyta a harsonákat szimfonikus műveiből, de végül az 5. szimfónia utolsó tételében olyan döbbenetes hatással szólaltak meg, hogy ettől kezdve biztosított volt a helyük a hangversenytermekben is. Ezzel együtt a zeneszerzők továbbra is módjával, óvatosan bántak e hangszerrel, többnyire csak a művek legünnepélyesebb, legemelkedettebb pillanataiban szólaltatták meg.
A 20. század során némileg módosult a hangszer feladatköre, kevésbé fennkölt, hétköznapibb szerepekben is kipróbálták, sőt, felfedezték a benne rejlő groteszk természetet is, amelyet különleges megfúvási módokkal vagy a tolócső folyamatos mozgatásával képzett fel- és lekonyuló hangokkal, glissandókkal lehet előcsalogatni. A szórakoztató zene és a dzsessz pedig megmutatta, hogy ez a sokoldalú hangszer a virtuóz, könnyed, improvizatív zenében is tökéletesen megfelel.

## Külső hivatkozások
- harsona.lap.hu
- A harsona mint drog
- Kathleen Cronin: Trombone In the Middle Ages and the Renaissance (angolul)